# Martine Barba
Martine Barba, née le 19 janvier 1992 à Fort-de-France (Martinique) est une joueuse de basket-ball française.

## Biographie
Elle dispute trois saisons en Ligue 2 avec Limoges ABC. Relégué sportivement dans cette division, Saint-Amand l'engage mais est ensuite repêché dans l'élite ce qui permet à Martine Barba de découvrir la LFB. L’ancienne internationale U20 avait des statistiques de 2,2 points (34,3 % aux tirs et 26,7 % à trois points), 3,2 rebonds, 0,6 passe décisive en 16 minutes avec le Hainaut. Pour 2014-2015, elle rejoint Léon Trégor Basket 29 en Ligue 2. À la fin de la saison 2014-2015, elle n'est pas conservée dans l'équipe de Léon Trégor.

## Clubs
- 2010-2013 :  Limoges ABC
- 2013-2014 :  Saint-Amand Hainaut Basket
- 2014-2015 :  Léon Trégor Basket 29